# Zwischenwesen

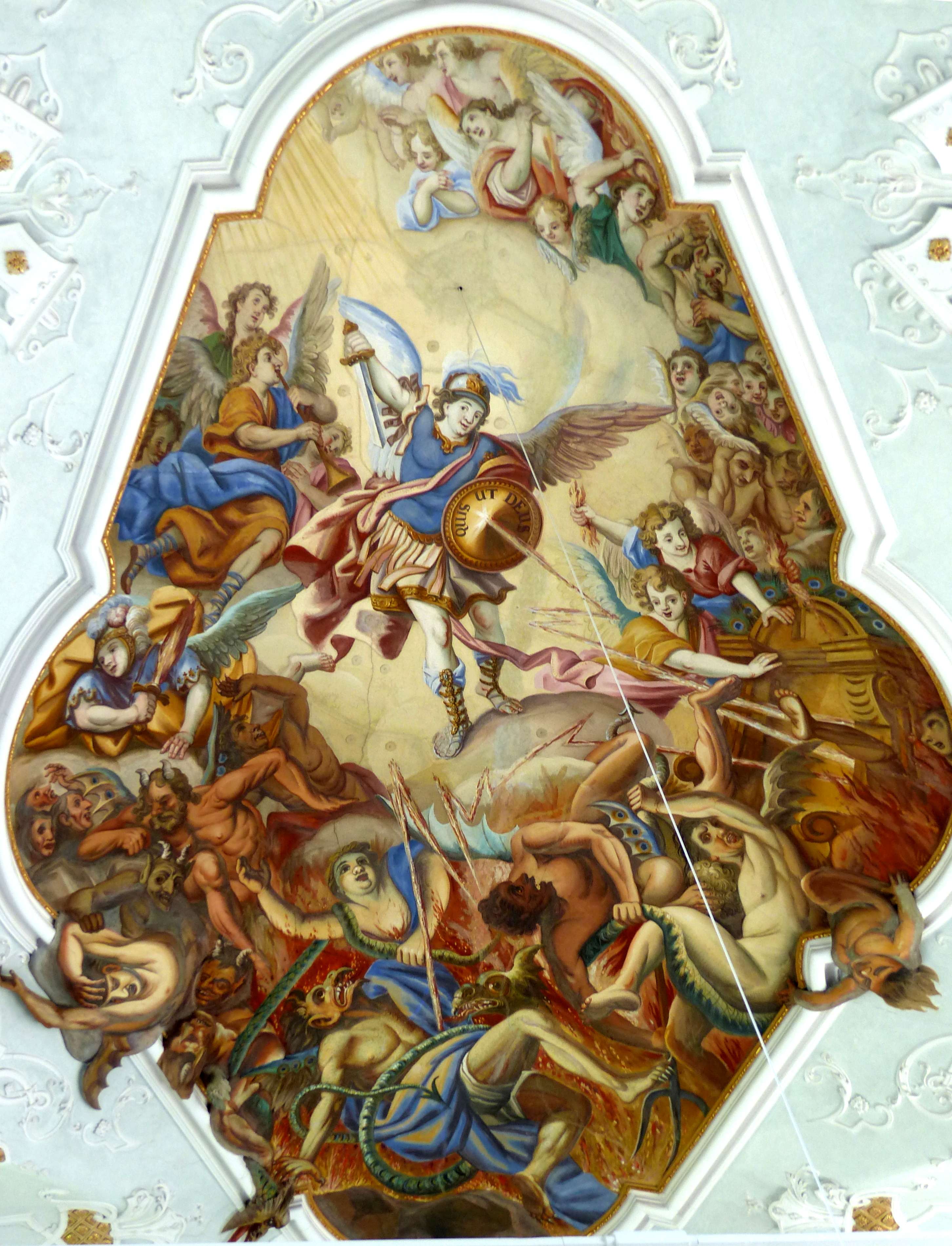
Dieses 1730 entstandene Deckenfresko in der Klosterkirche Vornbach zeigt den Höllensturz. Die christlich-dualistische Unterscheidung zwischen guten Engeln und bösen Dämonen ist von der wissenschaftlichen Religionsforschung lange unreflektiert übernommen worden.

Zwischenwesen (englisch Intermediary Being) ist eine religionswissenschaftliche Sammelbezeichnung für alle Wesen, die im Weltbild der an sie Glaubenden hierarchisch zwischen Göttern und Menschen verortet sind. Das Konzept wird insbesondere in der vergleichenden Religionswissenschaft verwendet. Während die ältere Forschung versucht hatte, eine homogene Universalgeschichte der als Geister bzw. Dämonen zusammengefassten Wesen zu schreiben, lehnt die heutige Religionswissenschaft dies als „zum Scheitern verurteilt“ ab und nutzt das Klassifizierungsschmema Zwischenwesen stattdessen als Hilfsmittel zur Beschreibung im interkulturellen Vergleich.
In die Kategorie Zwischenwesen fallen so unterschiedliche Wesen wie Engel, Heroen, Nymphen, Kobolde, Feen und Vampire, eine inhaltliche Gesamtdarstellung des Themenbereiches wäre daher sehr schwierig. In der Fachliteratur existieren Darstellungen zu den Zwischenwesen bestimmter Kontexte, etwa der mesopotamischen Religionen, des antiken Judentums, des christlichen Mittelalters und der westlichen Esoterik.
Zwischenwesen im religionswissenschaftlichen Sinn sind nicht zu verwechseln mit Mischwesen.

## Theoretischer Hintergrund

### Klassische Theorien
Die frühe Religionsforschung des 19. Jahrhunderts stellte Theorien auf, mit denen die christliche Trennung zwischen Gott und geringeren Geistern zu einer universalen, d. h. angeblich in allen Kulturen vorhandenen Unterscheidung erhoben wurde. Besonders einflussreich wurde hier die von Edward B. Tylor (Primitive Culture, 1871) aufgestellte Animismus-Theorie. Der zufolge finde sich diese Trennung bereits bei den „rohesten Religionen der niederen Rassen“. Bald darauf wurden allerdings evolutionistische Theorien populär: Autoren wie Cornelis Petrus Tiele, James George Frazer, Eduard Meyer, Wilhelm Wundt und Lucien Lévy-Bruhl gingen davon aus, dass die personalisierte Gottesvorstellung ein Merkmal höher entwickelter Kulturen sei, während die „primitiven“ außereuropäischen Völker nur vage, unpersönliche Geister verehren würden. Dieser Ansatz erhob das liberale Christentum bzw. liberale Judentum, dem diese Forscher selbst anhingen, zur quasi per Naturgesetz besten Religion. Solche Theorien einer universalen Götter/Geister-Unterscheidung werden aufgrund ihrer evolutionistischen und apologetischen Grundlagen in der heutigen, wertneutralen Religionswissenschaft abgelehnt.
Nathan Söderblom, Rudolf Otto und andere Religionsphänomenologen des 20. Jahrhunderts waren wieder vom Evolutionismus abgerückt und hatten angenommen, dass sich durch die Erfahrung eines von ihnen postulierten Numen bei allen Völkern der Glaube sowohl an Geister wie auch an Götter entwickelt habe. Religionsphänomenologen wie Gerardus van der Leeuw und Gustav Mensching führten die Unterscheidung in (gute) Engel und (böse) Dämonen als angeblich universale Kategorie aller Religionen ein. In ihren Werken rechneten sie etwa einerseits Odins Raben und Fylgjur den Engeln zu, andererseits Nixen und Trolle den Dämonen. Diese Theorie wurde in Standardwerke wie die Theologische Realenzyklopädie (1982) übernommen. Auch zeitgenössische religiöse Strömungen griffen den universalisierten Engelsbegriff aus der Wissenschaft auf, so haben etwa Vertreter der Engel-Renaissance wie Peter Lamborn Wilson indische Dakinis als Engel mit eingeschlossen. Diese universalisierte Engel/Dämonen-Unterscheidung wird von der heutigen kulturwissenschaftlichen Religionswissenschaft als euro- bzw. christozentrische Verzerrung und Vereinnahmung von vor- bzw. außerchristlichen Religionen abgelehnt.

### Neuere Ansätze
Der deutsche Religionswissenschaftler Gregor Ahn veröffentlichte 1997 einen Aufsatz, in dem er die bisher gebräuchliche, universalisierte Engel/Dämonen-Unterscheidung kritisiert und versucht, ein angemesseneres Klassifikationsschema zu entwerfen. Er legt dar, dass die Vorstellung von Engeln und Dämonen in den abrahamitischen Religionen, aus denen sie stammt, zwei Funktionen erfüllt: Erstens überbrücken diese Wesen den Abstand zur ansonsten als unerreichbar transzendent vorgestellten Schöpfergottheit und helfen so, das göttliche (und böse gegengöttliche) Eingreifen in die Weltgeschichte und in das persönliche Leben zu erklären. Zweitens schwächt diese Vorstellung das Theodizeeproblem ab, indem es nicht den guten Gott, sondern eine Vielzahl widerstreitender guter Engel und böser Dämonen für das konkrete Weltgeschehen verantwortlich macht. Das Konzept der Engel und Dämonen ist daher fest mit einem monotheistischen bzw. dualistischen Weltbild verbunden. In den polytheistischen Religionen gelten die Götter hingegen meist nicht als der Welt transzendent enthoben, ihr Wirken auf die Menschen wird daher als unmittelbar vorgestellt. Der Glaube an eine Vielzahl unterschiedlicher Götter wirft zudem meist nicht das Problem einer dualistischen Ethik und der Theodizee auf. Die aus dem Christentum in die Religionswissenschaft übernommene Engel/Dämonen-Unterscheidung lässt sich daher nicht auf andere Religionen übertragen. Es dennoch zu tun würde bedeuten, diese Religionen mit christlichen Vorannahmen von Transzendenz und Dualismus zu verzerren. Daneben macht Ahn ein weiteres Problem aus: Eine wissenschaftlich-etische Unterscheidung von Wesenheiten in Engel und Dämonen würde teilweise der emischen Terminologie widersprechen, beispielsweise den guten Daimones bei Platon und den bösen Engeln in der Gnosis. Für die bisher als Engel bzw. Dämonen klassifizierten „Mittlerwesen“ schlug Ahn stattdessen den Begriff „religiöse Grenzgänger“ vor, da sich alle diese Wesen funktionalistisch „als eine Art Zaungänger von Diesseits und Jenseits, als Gratwanderer zwischen Göttern und Menschen“ einordnen ließen. Das Konzept der Grenzgänger solle es erlauben, diese Wesen sachangemessener zu beschreiben und im Religionsvergleich kontextspezifischer zu unterscheiden.
Von Bernhard Lang erschien 2001 der Artikel Zwischenwesen im Handbuch religionswissenschaftlicher Grundbegriffe, einem Nachschlagewerk, das sich zum Ziel gesetzt hatte eine eigene religionswissenschaftliche Fachsprache unabhängig von theologischen Vorannahmen zu begründen. Lang geht davon aus, dass innerhalb der Religionen v. a. zwei Arten vorkämen, diese Wesen zu klassifizieren:
- Hierarchische Klassifizierung: Hier treten Wesen im Sinne von Ahns Grenzgängern als Bindeglieder in der vertikalen Hierarchie zwischen Menschen und Gott/Göttern auf. Es ließen sich vier Unterarten unterscheiden: 1. Geister, d. h. von den Göttern erschaffene, unkörperliche Wesen wie die christlichen Engel und Dämonen. 2. Der besondere Mensch, d. h. Heilige, Schamanen und andere Menschen denen zugeschrieben wird, das gewöhnliche Menschenmaß zu übersteigen. 3. Heroen, d. h. aus einer Verbindung zwischen Menschen und Göttern hervorgegangenen Helden, wie sie etwa aus griechischen und mesopotamischen Epen bekannt sind (Hektor, Gilgamesch). 4. Hypostasen, d. h. Seiten einer Gottheit, die als selbstständig abgespalten sind, etwa die Sephiroth und die Ameša Spenta. Nach Lang kann Jesus Christus in dieser Typologie sowohl den Heroen, als auch den Hypostasen zugerechnet werden.[22]
- Periphere Klassifizierung: Hier treten Wesen in einem Weltbild auf, das von den Anhängern horizontal in Zentrum und Peripherie gegliedert wird. Das Zentrum wird von Göttern beherrscht, während man in den Randzonen Zwischenwesen begegnen könne. Bekannte Beispiele seien die Versuchung Jesu in der Wüste und die Versuchung Siddhartha Gautamas durch Māra. Auch die Wasserspeier an der Außenwand von Kirchen würden dieses Weltbild ausdrücken.[23]

Franz Winter schlug 2003 eine Unterscheidung der Zwischenwesen in drei Typen vor, je nachdem wie ihr Verhalten dem Menschen gegenüber vorgestellt wird. Dies solle nicht als eine strenge Typologie verstanden werden, sondern als eine Hilfe um das umfangreiche Material übersichtshalber zu sortieren.
- Positive Zwischenwesen: Wesen, die den Menschen gegenüber wohlwollend eingestellt sind, ihnen gute Ratschläge geben und helfen. Beispielsweise die abrahamitischen Engel und die antiken Heroen.[25]
- Neutrale Zwischenwesen: Diese Wesen sind den Menschen gegenüber grundsätzlich weder gut- noch böswillig. Dazu gehören etwa der alttestamentliche „Bote Gottes“ (hebr. mal'ak jahwe), sowie die diversen Wächterfiguren (Kerberos, Lamassu, Sphinx).[26]
- Negative Zwischenwesen: Wesen, die den Menschen gegenüber übelwollend eingestellt sind und ihnen schaden wollen. Beispielsweise die abrahamitischen Dämonen, Māra, Lilith, Werwölfe und Vampire.[27]

Ohne Verbindung zur hier vorgestellten religionswissenschaftlichen Debatte führte Peter Dinzelbacher den Begriff in die Mediävistik ein. Er definiert „Zwischenwesen“ mit: „so wollen wir jene Lebewesen der Vorstellungswelt nennen, die menschliche Züge oder Gestalt aufweisen, ohne aber eindeutig Menschenwesen zu sein.“ Gemeint sind damit Wesen des Volksglaubens wie Feen, Riesen, Zwerge, Wilde Leute und Gespenster. Die Engel, Dämonen und Heiligen der offiziellen kirchlichen Lehre zählt er nicht zu den Zwischenwesen.